# Osm
Osm (Os, łac. osmium) – pierwiastek chemiczny z grupy żelazowców (triada platynowców ciężkich). Nazwa pochodzi od greckiego słowa osme oznaczającego zapach.
Gęstość osmu wynosi ok. 22,5–22,6 g/cm³. Teoretycznie jest to największa gęstość spośród wszystkich znanych pierwiastków, jednak według niektórych pomiarów większą wartość stwierdzono dla irydu. W efekcie pierwszeństwo co do największej gęstości nie zostało ustalone (2007 r.).

## Historia odkrycia
Osm został odkryty w 1803 roku przez Smithsona Tennanta i Williama Hyde’a Wollastona w Londynie w Anglii. Poszukiwali oni sposobu oczyszczania platyny poprzez rozpuszczanie rudy platyny w wodzie królewskiej. Jako produkt uboczny reakcji powstawały duże ilości nierozpuszczalnego czarnego osadu. Wollaston skoncentrował się na rozpuszczalnej części produktów i odkrył pallad (w 1802) oraz rod (w 1804), podczas gdy Tennant postanowił zbadać nierozpuszczalne produkty reakcji. Latem 1803 roku, Tennant odkrył dwa nowe pierwiastki, osm i iryd. Odkrycie nowych pierwiastków zostało udokumentowane w Stowarzyszeniu Królewskim 21 czerwca 1804. Jako pierwszy polską nazwę „osm” zaproponował Filip Walter.

## Właściwości
Osm metaliczny ma srebrzystoszary kolor, jest kruchy i twardy. W zwartej formie jest odporny na działanie powietrza i kwasów, natomiast silnie rozdrobniony roztwarza się w dymiącym kwasie azotowym oraz powoli utlenia się na powietrzu, w obu przypadkach tworząc lotny i trujący tetratlenek osmu, OsO
4.

## Występowanie
Osm występuje w skorupie ziemskiej w ilości 1×10−4 ppm. Najważniejszym minerałem osmu jest osmiryd. Na początku XXI w. największe rezerwy osmu posiadała Turcja (oceniane na 127 tys. ton). Znaczne jego ilości zidentyfikowano też w Bułgarii (2,5 tys. ton). Metal ten można pozyskiwać z zawierających pewne ilości platyny piasków rzek w paśmie gór Uralu, Ameryce Południowej i Północnej. Występuje także w rudach niklu w Sudbury, w prowincji Ontario razem z innymi metalami z grupy platynowców.

## Zastosowania
Osm prawie w całości wykorzystywany jest do wytwarzania bardzo twardych stopów, które stosowane są np. w końcówkach stalówek, igieł gramofonowych, osi w instrumentach i stykach elektrycznych. Czterotlenek osmu i jego związki z uwagi na swoją reaktywność wykorzystywany jest jako znacznik biologiczny, np. do wykrywania mutacji w DNA lub znakowania nerwów (w kombinacji z jodkiem cynku).
Kompleksy alkilidenowe osmu zostały opatentowane jako katalizatory polimeryzacji typu ROMP.